# Cartrons de Rafael

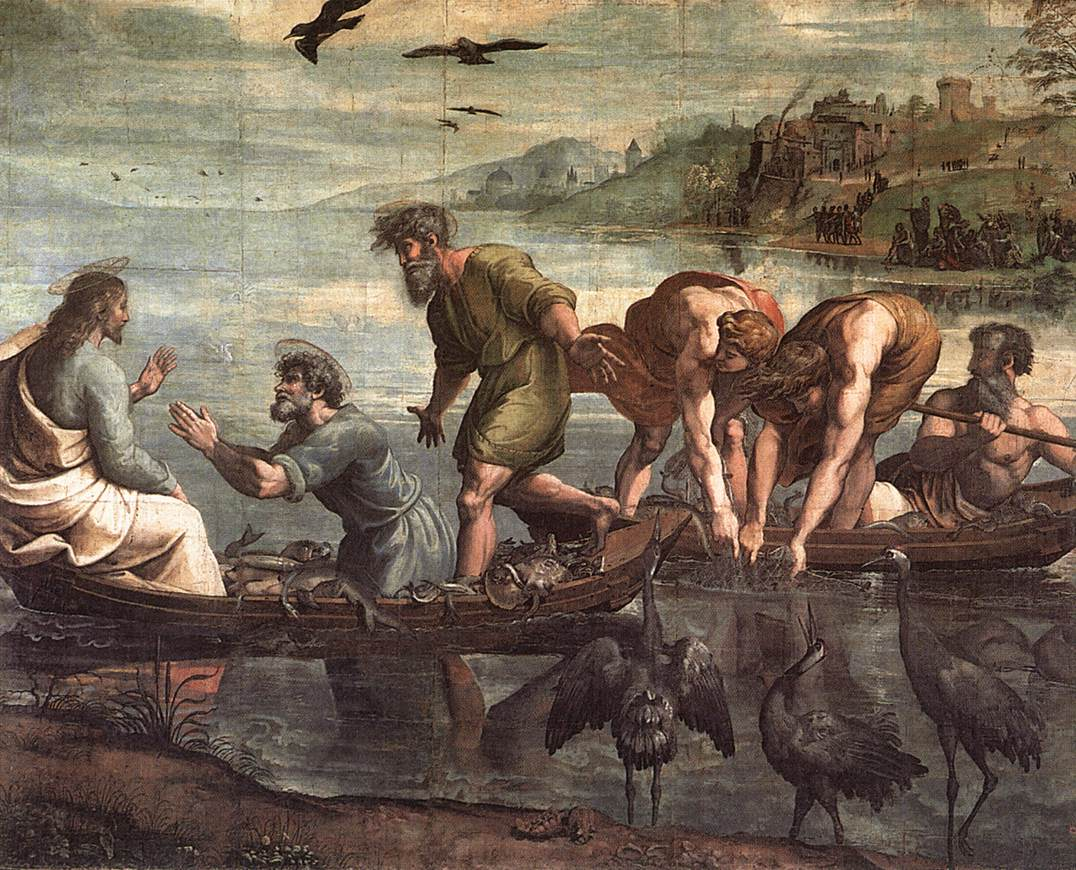
La pesca miraculosa, primer cartró de la sèrie.

Els Cartrons de Rafael són un grup de set grans models per a tapissos, dissenyats pel pintor renaixentista Raffaello Sanzio per a la Capella Sixtina del Palau Vaticà i actualment conservats a Londres. Il·lustren escenes bíbliques, conegudes com els Fets dels Apòstols. Del grup originari de deu cartrons dissenyats el 1515-1516, en queden set que des del segle xvii pertanyen a la Royal Collection del Regne Unit. Elisabet II els manté en préstec al Victoria and Albert Museum de Londres. Els tapissos teixits segons aquests cartrons s'exhibeixen als Museus Vaticans, si bé no a la Capella Sixtina.
Aquestes pintures de format monumental (3 metres d'alçada i de 3 a 5 de llargària), amb figures de mida més gran que les naturals, es diuen «cartrons» perquè aquest mot s'aplica en art als models o plantilles emprats en el teixit de tapissos i catifes. No s'idearen pas com quadres per ser penjats, sinó com patrons per fabricar-ne tapissos amb les mateixes imatges. Goya va pintar cartrons de manera semblant al segle xviii. Els cartrons de Londres i els tapissos definitius del Vaticà coincideixen en mida, però els primers mostren les imatges invertides perquè els tapissos es teixeixen de l'inrevés; Raffaello va haver de tenir en compte aquesta condició tècnica a l'hora de pensar les escenes.
Els tapissos dels Fets dels Apòstols foren encarregats pel Papa Lleó X per ornamentar la Capella Sixtina. Per confeccionar els tapissos, els cartrons foren enviats el 1517 a Brussel·les, i el 1519 els 7 primers tapissos van arribar a Roma, on es van penjar a la Capella Sixtina durant el Nadal, si bé no s'hi exhibeixen de manera permanent car varen ser pensats com ornament especial per a grans festivitats. Foren robats durant el Saqueig de Roma del 1527 i retornats posteriorment. S'exhibeixen en una altra sala dins dels Museus Vaticans i només en ocasions especials es pengen a la Capella Sixtina. Hi ha més exemplars dels tapissos, que ara es troben escampats per diversos països.
Aquesta sèrie d'imatges va tenir gran fama, majorment per la seva reproducció en gravats. Així com Durero, Raffaello va servir-se de les estampes per promocionar el seu art, i els Fets dels Apòstols van tenir així una ràpida difusió. Van atènyer tal fama que van rivalitzar amb els frescs de Miquel Àngel, i al segle xix foren denominats «El Partenó de l'art modern».

## Història
El 1514 o començaments del 1515, Raffaello Sanzio va rebre del Papa Lleó X l'encàrrec de dissenyar un grup de tapissos monumentals per a les parets de la Capella Sixtina. Els trams alts de les parets estaven ja decorats amb frescs, pintats a finals del segle anterior per Botticelli, Domenico Ghirlandaio i d'altres, però els trams baixos continuaven disponibles per a una nova decoració. Miquel Àngel havia acabat dos anys abans el sostre amb els seus famosos frescs, encàrrec de Juli II, i no va pintar la paret principal amb el Judici Final fins trenta anys després.
Raffaello sabia que amb els seus tapissos entrava en competència amb els frescs de Miquel Àngel, qui el subestimava i alhora el considerava un rival. Va esforçar-se a perfeccionar els seus dissenys perquè resistissin tal comparació. Comptava amb experiència en grans formats pels murals que estava pintant a les ara anomenades Sales de Rafael.
Inicialment Lleó X va pensar en una sèrie de setze tapissos, que després va reduir a deu. Pagà a Raffaello en dues parts, el juny del 1515 i el desembre del 1516. Se suposa que el segon pagament va coincidir amb la conclusió dels dissenys. El cost total dels tapissos va suposar uns 16.000 ducats, més de cinc cops el que va costar el sostre de Miquel Àngel, si bé el gruix dels diners se'l varen emportar els teixidors del taller Van Aelst de Brussel·les i Raffaello només va cobrar-ne mil ducats. La mà d'obra, el transport des de Brussel·les i els materials necessaris (que incloïen fils d'or i de plata) varen absorbir bona part del pressupost.
Segons l'hàbit del disseny de cartrons, Raffaello va pintar-los no sobre llenç o taula, sinó sobre paper, un suport més econòmic i fàcil de transportar. Se suposava que aquests models serien rebutjats un cop teixits els tapissos. Van unir-se múltiples trossos de paper fins a formar plecs de 3 metres d'alçada i d'amplades variables, de 3 a 5 metres. Al segle següent van encolar-se sobre llenç perquè guanyessin consistència. El tipus de pigment utilitzat és semblant al tremp d'ou mesclat amb cola. Tot i que alguns tons s'han apagat, la conservació en general és molt bona. Els colors són molt subtils i variats, excessivament complexos per ser plasmats en un tapís, com passaria amb els dissenys de Goya.
El debat principal que envolta els Cartrons de Rafael és si ell els va pintar o no. El disseny és seu, però hom creu que almenys en part foren executats per ajudants, atès que ell estava desbordat de feina i cal no oblidar que eren plantilles per a artesans, la conservació de les quals a llarg termini no era prioritària. Ara són valorats com d'altíssim valor artístic, en part perquè van exercir una influència determinant a Europa. N'hi ha alguns esbossos parcials, a la Royal Collection i al Museu J.Paul Getty, i se suposa que van existir dibuixos de les composicions completes, que serien els que van emprar-se per als primers gravats publicats.

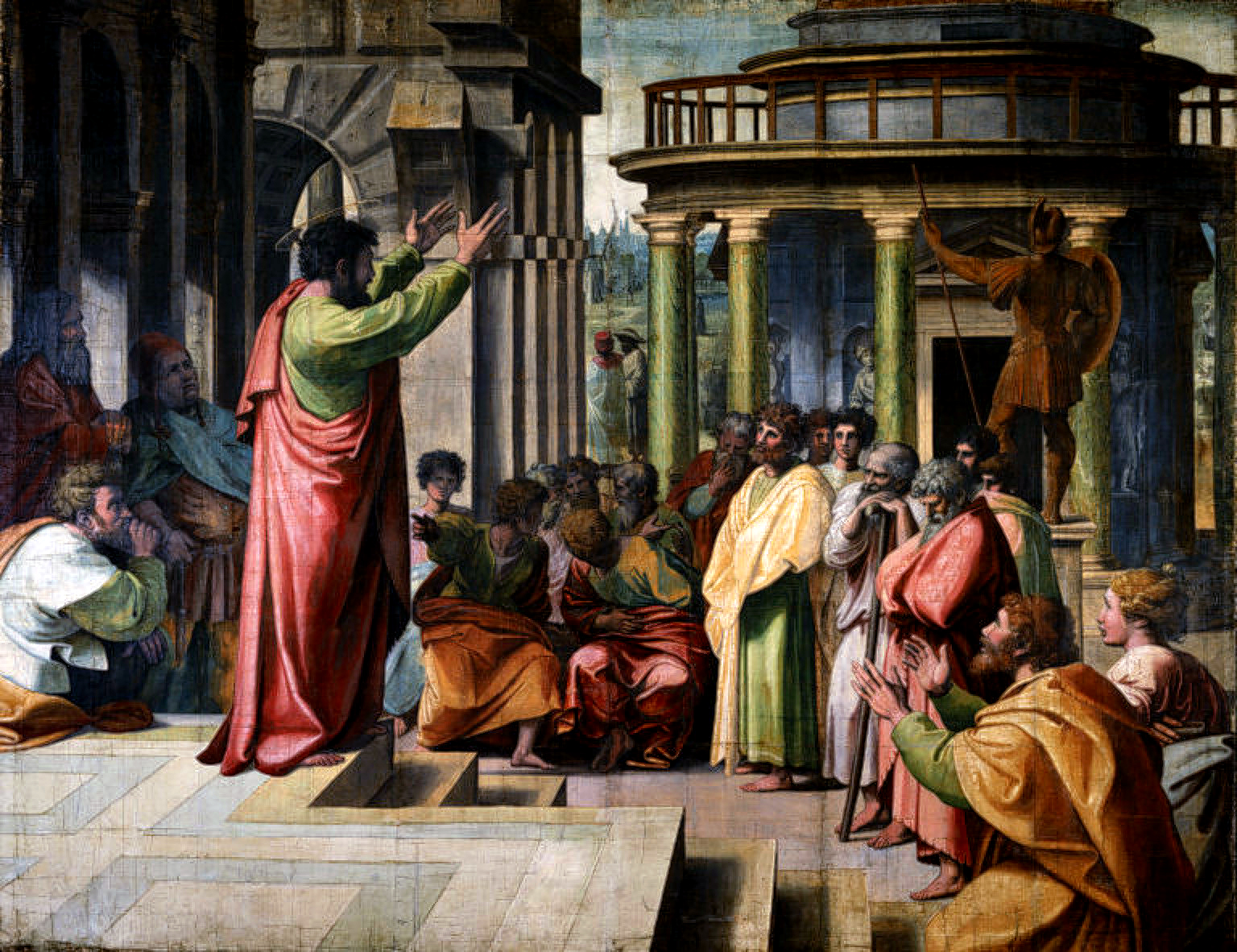
Predicació de Sant Pau a Atenes.

Els cartrons van acabar-se posteriorment, el 1516, i foren enviats al taller de Pieter van Aelst III a Brussel·les, una de les ciutats a l'avantguarda en la fabricació de tapissos. Després de teixir-se la sèrie per al Vaticà se'n farien altres; Enric VIII d'Anglaterra va comprar-ne una, que va acabar destruïda a Alemanya durant la Segona Guerra Mundial i Francesc I de França va tenir-ne una altra produïda a la mateixa època, també perduda al segle xviii. Una sèrie incompleta (vuit tapissos) es conserva a l'Església de Sant Pau (Saragossa) i una altra sèrie de nou (teixida el 1560) pertany a les col·leccions del Patrimoni Nacional d'Espanya. Al contrari del que era habitual, els cartrons no foren retornats al Papa, la qual cosa va permetre de teixir-ne més exemplars. La sèrie conservada a Roma es remata amb àmplies sanefes decoratives que no tenen els cartrons de Londres. Raffaello degué dissenyar-les i enviar-les a Brussel·les en plecs separats.
Els primers tapissos per al Papa van enviar-se des de Brussel·les el 1517, i el Nadal del 1519 van ser-ne penjats nou a la Capella Sixtina. Llavors, com ara, es reservaven per a ocasions especials; els seus forats a la Capella Sixtina estan pintats amb trompe-l'œils que simulen teles penjades. La presència de fils d'or i de plata als tapissos explica que alguns fossin cremats vandàlicament per extreure'n els metalls.
El 2010, coincidint amb una visita del Papa Benet XVI a Londres, els Museus Vaticans van deixar vuit dels tapissos originals al Victoria & Albert Museum, de manera que poguessin veure-s'hi juntament amb els seus cartrons per primera vegada a la història. Ni tan sols Raffaello va poder veure'ls junts, atès que quan els tapissos es van teixir a Brussel·les, foren enviats a Roma sense els cartrons, que van quedar a Flandes i van acabar comprats per Carles I.

## Influència posterior
Raffaello sabia que els cartrons havien de ser aptes per a la seva «traducció» a una superfície tèxtil, per això parà menys atenció a la pinzellada o als petits detalls per dedicar-se més a les composicions, que són monumentals, de figures grans i d'espais amples per evitar una aglomeració d'elements que resultaria confusa als tapissos. Això pot explicar que les còpies gravades, tot i ser de petit format, fossin nítides i que exercissin gran influència a Europa, on les estampes i altres reproduccions sobre paper circulaven ràpidament.
Els cartrons de Rafael van influir en la implantació de l'estètica renaixentista als Països Baixos, tant pels artistes que els van veure a Brussel·les com pels gravats que van circular des d'aviat.
A finals del segle xvi, els Carracci varen tenir en compte aquests dissenys en llur afany per absorbir l'estil més clàssic de Raffaello, el dels seus anys romans Ja al segle xvii, Poussin va acusar una influència d'ells gairebé de dependència, i en general foren seguits com a referència per a la pintura de temes històrics fins a començaments del segle xix. Els prerafaelitistes anglesos, en preferir Botticelli i rebutjar Raffaello, intentaven erradicar la influència del classicisme plasmat en aquests cartrons.

## Tema de la sèrie
Els cartrons de Rafael il·lustren escenes de les vides de Sant Pere i Sant Pau. Posen l'èmfasi en diversos punts que eren rellevants a les polèmiques religioses dels anys previs a la Reforma Protestant, i remarquen especialment el paper de Sant Pere com fundador del papat de Roma. Les escenes que va escollir Raffaello eren relativament inusuals en l'art, menys treballades que les relatives a Jesucrist o a la Mare de Déu, per la qual cosa tingué menys limitacions per idear-les.
Els temes de les deu imatges, incloent els tres cartrons que no es conserven, són:
- 1) La pesca miraculosa
- 2) Encàrrec de Crist a Sant Pere, moment clau del naixement del papat
- 3) La curació del paralític
- 4) La mort d'Ananies
- 5) La lapidació de Sant Esteve (cartró no conservat)
- 6) La conversió de Saule (cartró no conservat)
- 7) La ceguesa d'Elimes o Conversió del procònsol
- 8) Sant Pau i Bernabé a Listra
- 9) Sant Pau a presó (cartró no conservat)
- 10) Predicació de Sant Pau a Atenes: la parella agenollada a la dreta s'atribueix a Giulio Romano, aleshores ajudant de Raffaello.

## Elscartronsconservats a Londres
Els set cartrons conservats actualment a Londres foren adquirits el 1623 per Carles I d'Anglaterra, llavors príncep de Gal·les. Els va obtenir d'una col·lecció de Gènova mitjançant intermediaris per només 300 lliures. El seu preu tan baix s'explica perquè foren subestimats com patrons per a artesans i no valorats com a obres d'art autònomes. Havien estat tallats en bandes d'un metre d'amplada (tal com cal en el teixit de tapissos de nus baix) que no es tornarien a unir fins al 1690, al palau de Hampton Court. En temps de Carles I els fragments van guardar-se en capses de fusta a la Banqueting House del Palau de Whitehall, a Londres. Quan aquest rei fou decapitat i la seva col·lecció venuda, Oliver Cromwell va decidir excloure els cartrons de la venda i gràcies a això varen romandre a la Royal Collection. Dels cartrons restants no se'n sap res.
El 1699, Guillem III d'Anglaterra va encarregar a Christopher Wren i a William Talman la construcció a Hampton Court d'una Galeria de Cartrons, un espai específic per exhibir-los un cop recomposts i muntats en bastidors. Ja en aquella època la seva estimació augmentava, si bé no lluïen bé per la brutícia acumulada a llur superfície. Es consideraven el més genuí de Raffaello, i el seu classicisme sobri s'oposava al barroc decoratiu que començava a perdre interès.
el 1763, quan Jordi III va traslladar-se a la seva residència acabada de comprar, l'actual Palau de Buckingham, va emportar-s'hi els cartrons. Va haver-hi protestes al Parlament britànic perquè el nou palau no era accessible als visitants i, per tal, els cartrons de Rafael no podrien veure's amb facilitat. En aquella època els cercles cultes del país intentaven promocionar els artistes nacionals i consideraven els cartrons com necessaris per a llur formació. Joshua Reynolds els mencionava amb freqüència i va dir-ne que podien considerar-se pintures murals. Afirmava que Raffaello expressava millor la seva genialitat als murals grans que als quadres petits a l'oli.
El 1804 els cartrons foren restituïts a Hampton Corut, on foren fotografiats per primera vegada el 1858. Fou la Reina Victòria qui el 1865 va decidir dipositar-los en qualitat de préstec al nou Victoria and Albert Museum de Londres, on estan exposats en una sala especialment dissenyada. N'hi ha còpies a diversos llocs, com a la Knole House i a Hampton Court, on ocupen la Galeria de Cartrons que va ser construïda per als originals. Les còpies allà exposades foren realitzades a la dècada de 1690 per un pintor poc conegut, Henry Cooke. N'hi ha altres sèries de còpies a la Royal Academy i a la Universitat de Colúmbia. La segona sèrie fou pintada per James Thornhill. La Royal Collection posseeix, a més dels cartrons, una sèrie de tapissos teixits d'ells, però no és la que va pertànyer a Enric VIII, que va perdre's l'any 1945.

## Elscartronsen gravats

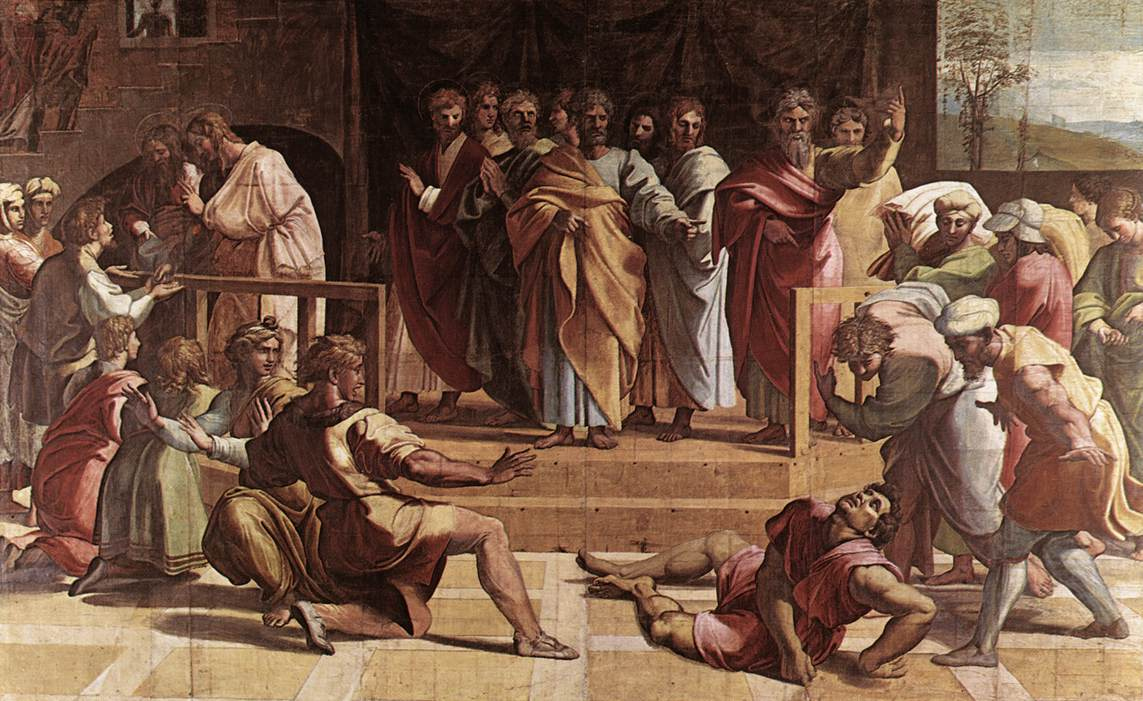
La mort d'Ananies, primer cartró que es va gravar.

A començaments del segle xvi, molts artistes italians van voler emular l'èxit de Durero al camp del gravat, gràcies al qual havia atès ràpida fama i pocs beneficis. Les estampes eren de preus més assequibles que les pintures, arribaven a un mercat més ample, garantien ingressos més ràpids que els grans projectes i expandien la fama dels artistes, propiciant més encàrrecs.
Raffaello no dominava les tècniques del gravat però va arribar a ser l'artista italià amb més èxit al mercat d'estampes. Es deu a la seva encertada col·laboració amb Marcantonio Raimondi i el seu taller. Raffaello va crear abundants dibuixos expressament perquè fossin gravats, i a més el taller de Raimondi va expedir moltes planxes de les seves millors pintures, que es basaven en còpies dibuixades d'elles. Així va passar amb Els Fets dels Apòstols: mentre els cartrons s'empraven a Brussel·les, el taller de Raimondi va fer-ne gravats gràcies a còpies dibuixades. Aquests gravats foren després replicats per altres gravadors i igualment difosos per Europa.
El gravat més primerenc que es coneix dels cartrons és del 1516: La mort d'Ananies, d'Agostino Veneziano, qui llavors treballava amb Raimondi. Segurament va acabar-se abans que el tapís definitiu arribés a Roma. La làmina de Veneziano mostra la imatge a la mateixa posició que el tapís, no invertida com al seu cartró. D'aquesta sèrie de gravats, Raimondi va fer-ne personalment només un, i Veneziano molts dels altres, però no tots.
El gravat de La mort d'Ananies fou copiat per Ugo da Carpi el 1518, en una xilografia de clarobscur a quatre colors. Curiosament aquesta còpia incloïa una inscripció a manera de «copyright» atorgat per la República de Venècia i pel Papa, que amenaçava amb l'excomunió als plagiadors. A més d'altres reproduccions més o menys fidels de la sèrie, en destaca un gravat d'una de les imatges, realitzat per Parmigianino l'any 1530.
A les acaballes del segle xvi, Matthäus Merian va basar-se en alguns de les imatges dels cartrons per il·lustrar la Bíblia. Va modificar-ne les proporcions, adaptant-les al format de llibre, i va introduir-hi altres canvis.
Al segle xvii els originals van guardar-se en trossos en franges, primer al Palau de Whitehall i després al Hampton Court. Quan a finals de segle foren recuperats i muntats, els copistes anglesos varen començar a produir gravats copiats directament d'ells i no pas de gravats anteriors.

## Imatges dels setcartronsconservats

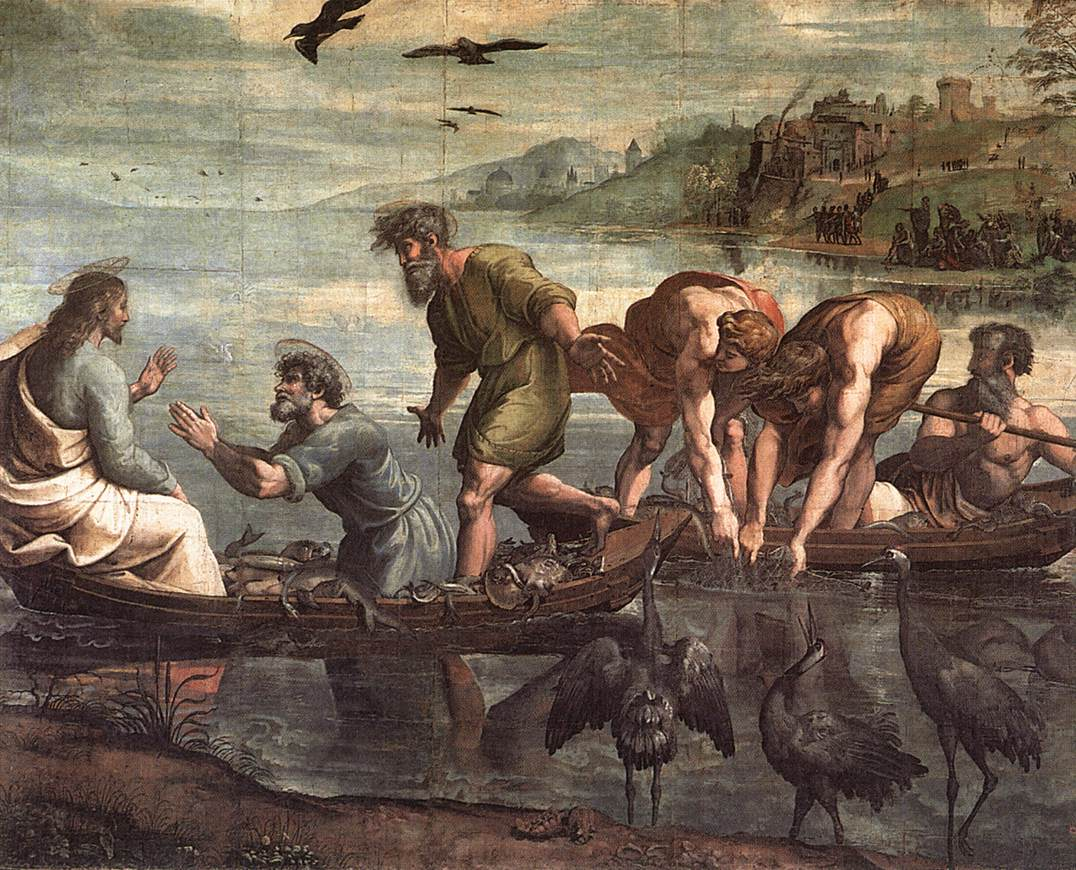
1) La pesca miraculosa
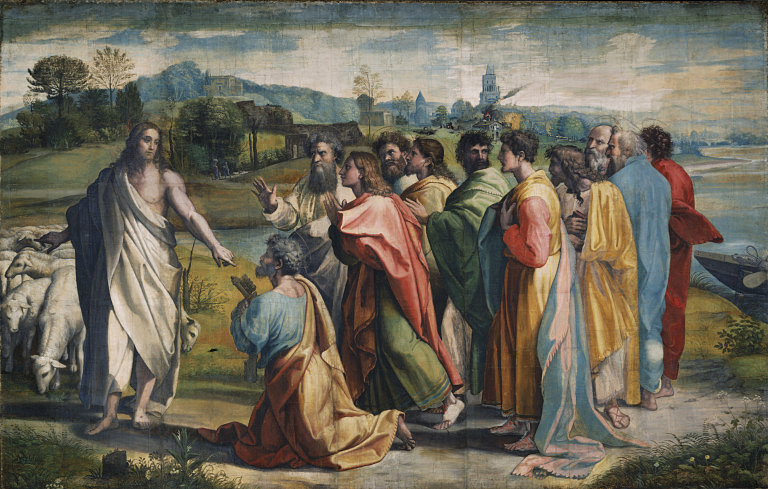
2) L'encàrrec de Crist a Sant Pere
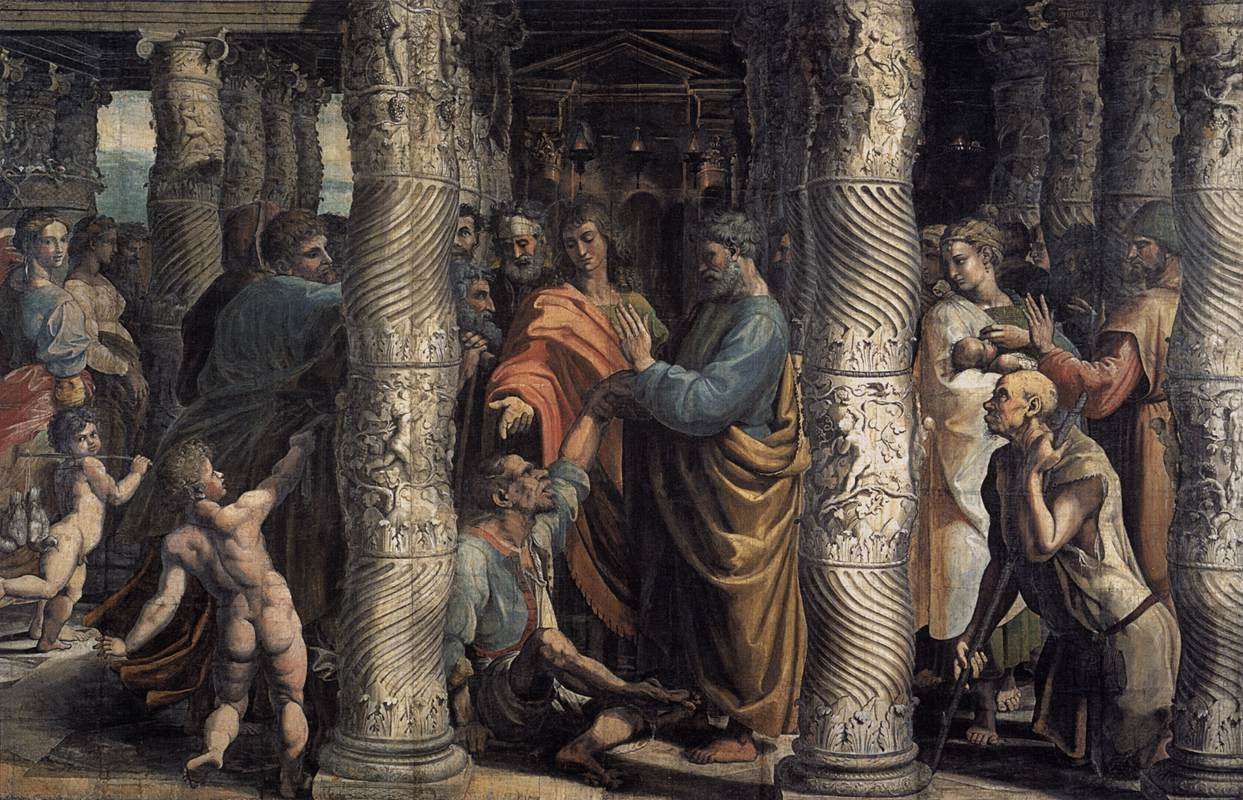
3) La curació del paralític
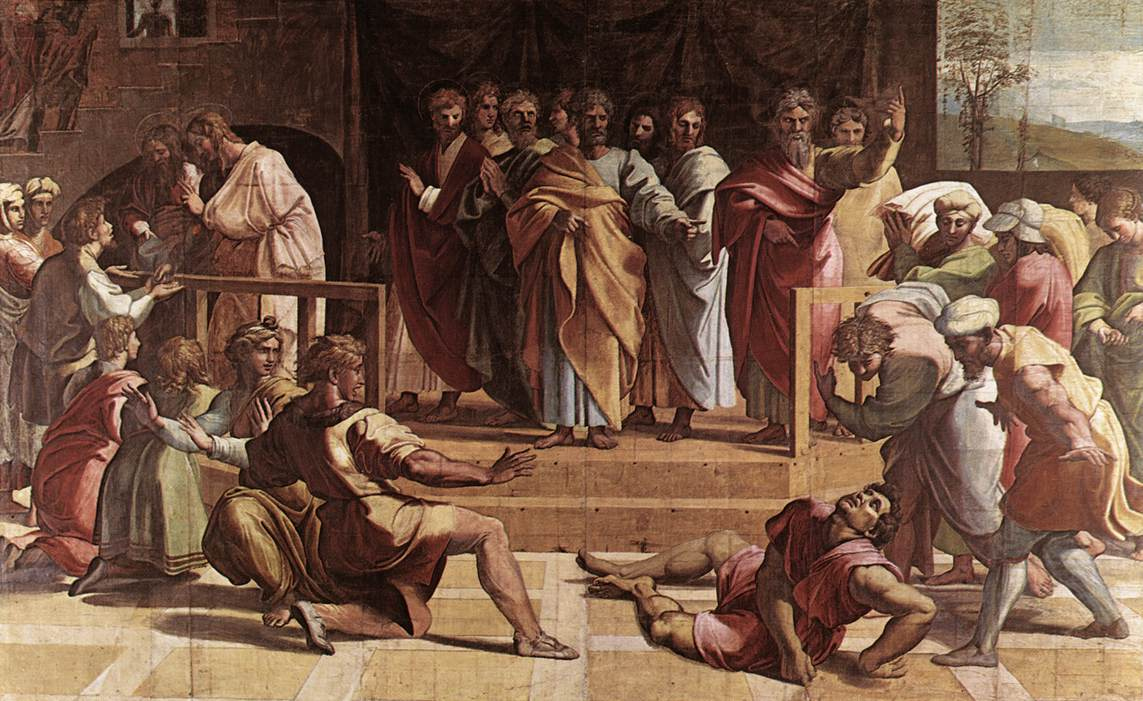
4) La mort d'Ananies
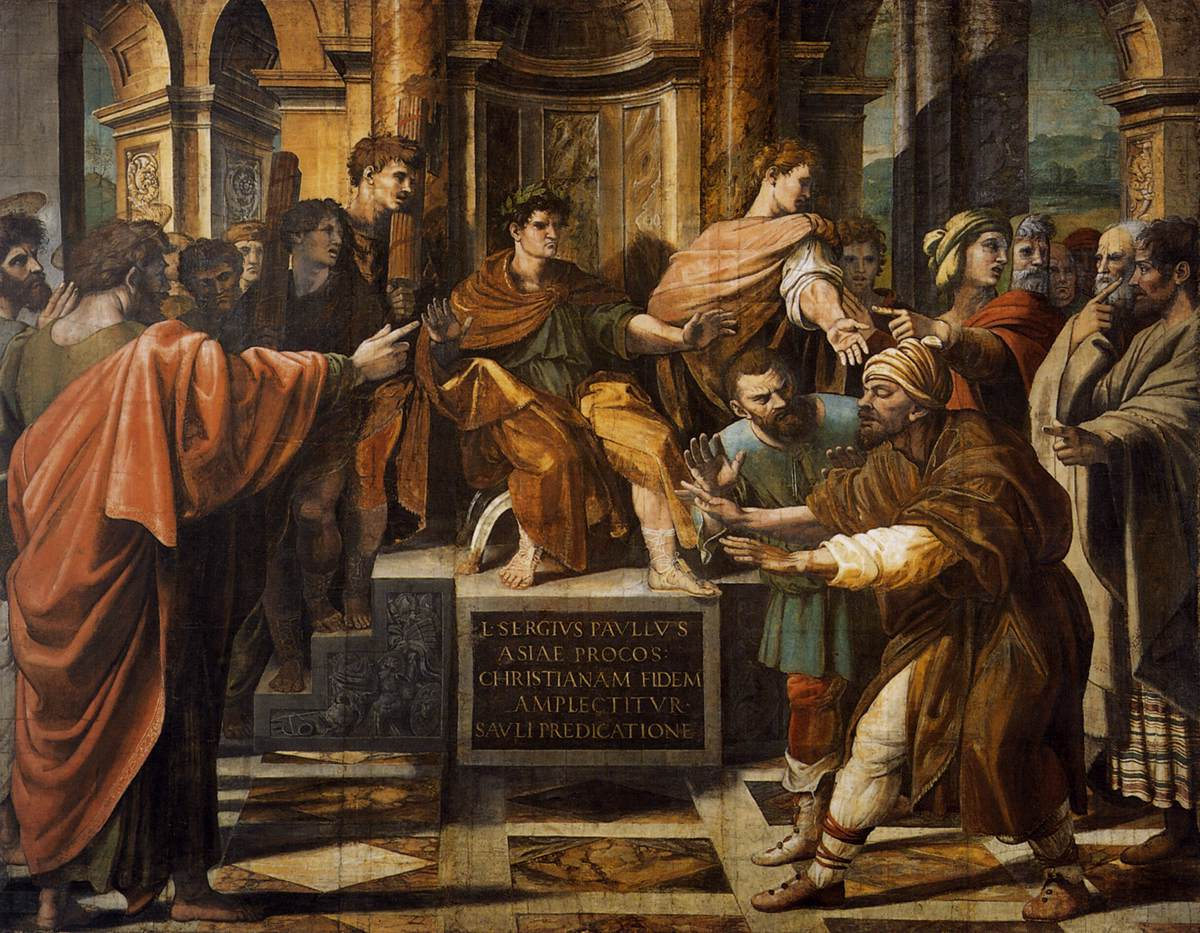
7) La ceguesa d'Elimes o La conversió del procònsol
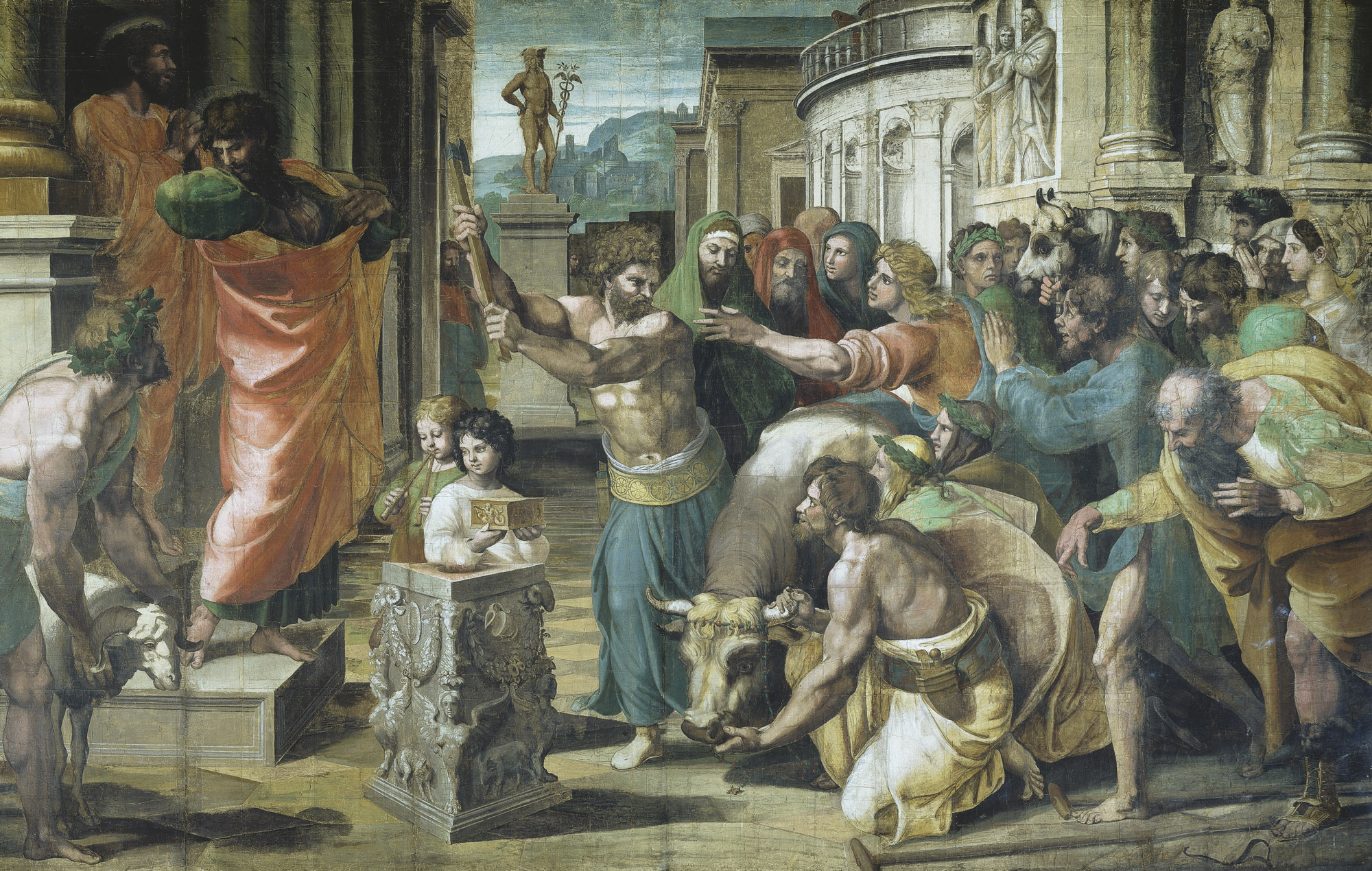
8) Sant Pau i Bernagbé a Listra
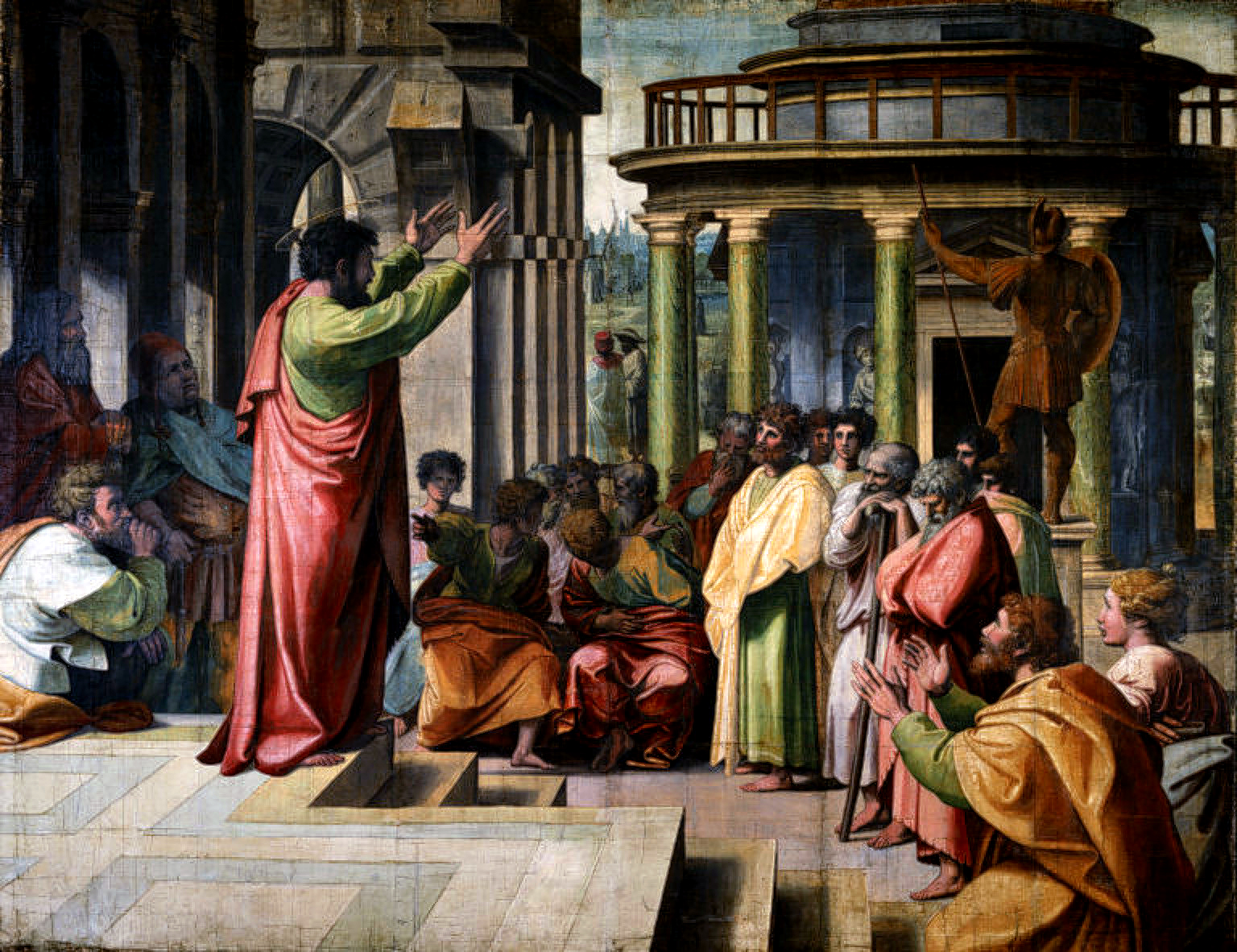
10) Predicació de Sant Pau a Atenes